# GT World Challenge Europe Sprint Cup 2023
Navigation
Édition précédente Édition suivante
La saison 2023 du GT World Challenge Europe Sprint Cup est la onzième saison de ce championnat et la quatrimèe sous ce nom. Elle se déroule du 14 mai 2023 au 15 octobre 2023 sur un total de cinq manches.

## Calendrier
Par rapport à la saison précédente, Les manches ont évoluée avec la disparition des manches se déroulant sur le Circuit de Nevers Magny-Cours et l'arrivée du Circuit de Valence Ricardo Tormo. Chaque manche comprend deux courses, soit dix courses pour cinq manches.
| N° | Date              | Circuit                               | Lieu             | Pays        |
| -- | ----------------- | ------------------------------------- | ---------------- | ----------- |
| 1  | 13 - 14 Mai       | Circuit de Brands Hatch               | Longfield        | Royaume-Uni |
| 2  | 15 – 16 Juillet   | Misano World Circuit Marco Simoncelli | Misano Adriatico | Italie      |
| 3  | 2 - 3 Septembre   | Hockenheimring                        | Hockenheim       | Allemagne   |
| 4  | 16 – 17 Septembre | Circuit de Valence Ricardo Tormo      | Cheste           | Espagne     |
| 5  | 14 – 15 Octobre   | Circuit de Zandvoort                  | Zandvoort        | Pays-Bas    |